# جورج برنارد بلفنجر
جورج برنارد بلفنجر (بالروسية: Бильфингер, Георг Бернгард)‏ (و. 1693 – 1750 م) هو رياضياتي، وفيلسوف، وفيزيائي، وأستاذ جامعي من الإمبراطورية الرومانية المقدسة . ولد في شتوتغارت .
وكان عضواً في الأكاديمية الروسية للعلوم، والأكاديمية البروسية للعلوم .
توفي في شتوتغارت ، عن عمر يناهز 57 عاماً.

## التعليم
تعلم في جامعة توبنغن

## مناصب وهيئات
أدار جامعة توبنغن، وجامعة هاله.

## روابط خارجية
- جورج برنارد بلفنجر على موقع الموسوعة البريطانية (الإنجليزية)